# Estêvão Gabrielópulo
Estêvão Gabrielópulo (em grego: Στέφανος Γαβριηλόπουλος; romaniz.: Stéfanos Gavrii̱lópoulos; m. 1332/1333) foi um poderoso magnata e governante semi-independente da Tessália Ocidental, que prometeu aliança ao Império Bizantino e foi recompensado com o título de sebastocrator. 

## Biografia
Após João II Ducas da Tessália (r. 1303–1318) morrer sem um varão em 1318, o Império Bizantino moveu-se para tomar vantagem do poder vago na região. As tropas bizantinas sob João Cantacuzeno ocuparam o norte da Tessália, enquanto os catalães do Ducado de Atenas moveram-se às porções sul da região. A porção central tornou-se campo de batalha para os vários magnatas locais, que competiram entre si e clamaram pela ajuda dos dois Estados. Um dos que optaram pelo Império Bizantino foi Estêvão Gabrielópulo, que possuía muitas propriedades na Tessália Ocidental, bem como em partes do Sudoeste da Macedônia, suas terras atingindo de Trícala a Castória.
Em algum momento entre 1318 e 1325, Estêvão reconheceu suserania bizantina e foi recompensado com o título de sebastocrator. Ele então tornou-se o governador de facto de muito da Tessálio em nome do imperador bizantino, mas preservando muita autonomia local. Suas possessões incluíam as cidades e fortalezas de Trícala, Fanário, Estágos, Damasis e Elassona. Após sua morte em 1332/1333, contudo, seus herdeiros começaram a enfrentar-se, levando a uma invasão do governante epirota João II Orsini, quando o governante bizantino Andrônico III Paleólogo (r. 1328–1341) moveu-se e estabeleceu controle direto sobre as porções norte e leste da região. Com a morte de João II três anos depois, toda a Tessália tornou-se domínio bizantino.